# VV60LF
VV60LF je typ českého tramvajového nízkopodlažního vlečného vozu. Vyráběly jej v letech 2003–2006 společně firmy Pragoimex, Krnovské opravny a strojírny a Cegelec.

## Historie

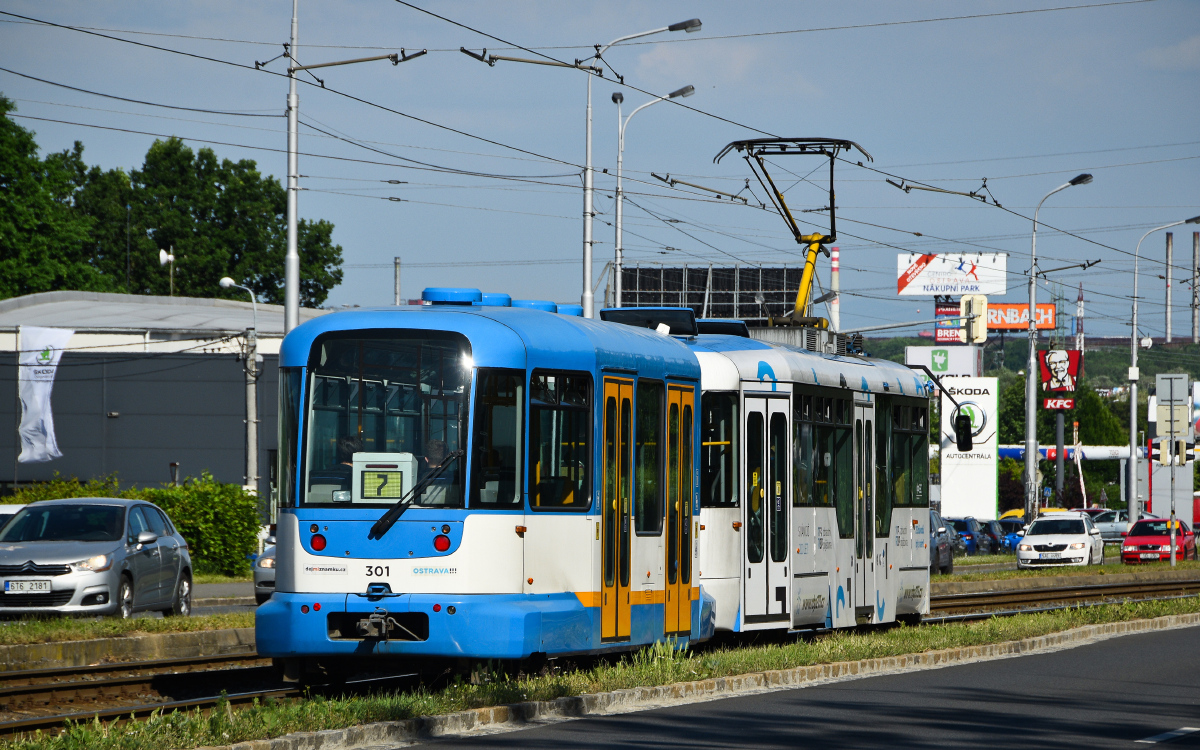
Ostravská souprava tramvaje VarioLF a vlečného vozu VV60LF

Dopravní podnik města Brna (DPMB) poměrně dlouho hledal optimální variantu pro obnovu svého vozového parku. Mimo jiné byl zvažován i nákup nových, moderních, částečně nízkopodlažních tramvajových vleků. V roce 2001 si nechal DPMB zpracovat u Výzkumného ústavu kolejových vozidel v Praze studii realizovatelnosti provozu modernizovaných tramvají Tatra T3 s vlečnými vozy. Studie reálnost těchto úvah potvrdila. Proto byla do novostaveb vozů Tatra T3R.EV zabudována asynchronní elektrická výzbroj TV Europulse, která, díky vyššímu výkonu než u obyčejné výzbroje, umožňuje provoz „vlečňáků“. Obdobně se postupovalo i u druhého zájemce o VV60LF, Ostravy.
Provoz brněnských vlečných vozů byl kvůli jejich vysoké poruchovosti a vysokým nákladům na provoz ukončen 3. června 2016. Dopravní podnik je odstavil ve vozovnách Medlánky a Pisárky, kde sloužily jako zázemí pro pracovníky. V letech 2020 a 2021 byly tři vozy sešrotovány, zůstal pouze vůz č. 1303, odstavený bez využití na venkovní koleji v areálu ústředních dílen v Medlánkách.
Oba ostravské vozy VV60LF vydržely v provozu do roku 2022, kdy byly odstaveny. Vůz č. 302 byl v listopadu toho roku vyřazen a vůz č. 301 byl určen pro zachování v rámci sbírky historických vozidel.

## Konstrukce
Jedná se o jednosměrný čtyřnápravový běžný (vlečný) tramvajový vůz. Typové označení VV60LF odkazuje na fakt, že je částečně nízkopodlažní (vlečný vůz se 60 % nízké podlahy – anglicky low floor) – podlaha má ve výši 350 mm nad temenem kolejnice. Sedačky nad podvozky jsou umístěny na vyvýšených podestách, takže celý vůz je průchozí po nízké podlaze. V pravé bočnici se nacházejí dvoje dveře. Interiér vozu je sladěn s tramvajemi T3R.EV (polstrované sedačky, obdobné obložení stropu a vnitřních bočnic, atd.). Design předního a zadního čela navrhl architekt František Pelikán.
Vlečný vůz byl určen pro provoz v soupravě s tramvají (či tramvajemi) T3R.EV nebo VarioLF. Buď spřažen s jedním (MV+VV) nebo se dvěma (MV+MV+VV nebo MV+VV+MV) motorovými vozy.

## Dodávky vozů
Vozy VV60LF byly vyráběny v letech 2003 až 2006 v počtu 6 kusů.
| Současný stát | Město   | Článek | Typ    | Roky dodávek | Počet vozů | Evidenční čísla při dodání | Poznámky | Zdroj |
| ------------- | ------- | ------ | ------ | ------------ | ---------- | -------------------------- | -------- | ----- |
| Česko         | Brno    | článek | VV60LF | 2004–2006    | 4          | 1301–1304                  |          | [ 2 ] |
| Česko         | Ostrava | článek | VV60LF | 2005–2006    | 2          | 301–302                    |          | [ 3 ] |

## Historické vozy
- Dopravní podnik Ostrava, vůz ev. č. 301